# Dimítrios Saláchas
Dimítrios Saláchas (en grec moderne : Δημήτριος Σαλάχας, né le 7 juin 1939 à Athènes (Grèce) et mort le 16 octobre 2023) est l'exarque apostolique de l'Église grecque-catholique hellène avec le titre d'évêque de Gratianopolis (de)  dont le siège est à Athènes, de 2008 à 2016.

## Biographie
Dimítrios Saláchas est ordonné prêtre le 9 février 1964.
Benoît XVI le nomme exarque apostolique pour les grecs-catholiques hellènes (dont la communauté de Cargèse en Corse), le 23 avril 2008.
Il décède le 16 octobre 2023 à Athènes, âgé de 84 ans.